# Masaya Honda
Masaya Honda (jap. 本田 将也, Honda Masaya; * 20. November 1973 in der Präfektur Osaka) ist ein ehemaliger japanischer Fußballspieler.

## Karriere
Honda erlernte das Fußballspielen in der Schulmannschaft der Nitta High School und der Universitätsmannschaft der Kinki-Universität. Seinen ersten Vertrag unterschrieb er 1996 bei Kyōto Purple Sanga. Der Verein spielte in der höchsten Liga des Landes, der J1 League. Für den Verein absolvierte er 33 Erstligaspiele. Ende 1999 beendete er seine Karriere als Fußballspieler.